# Nikolaikirche (Speckswinkel)

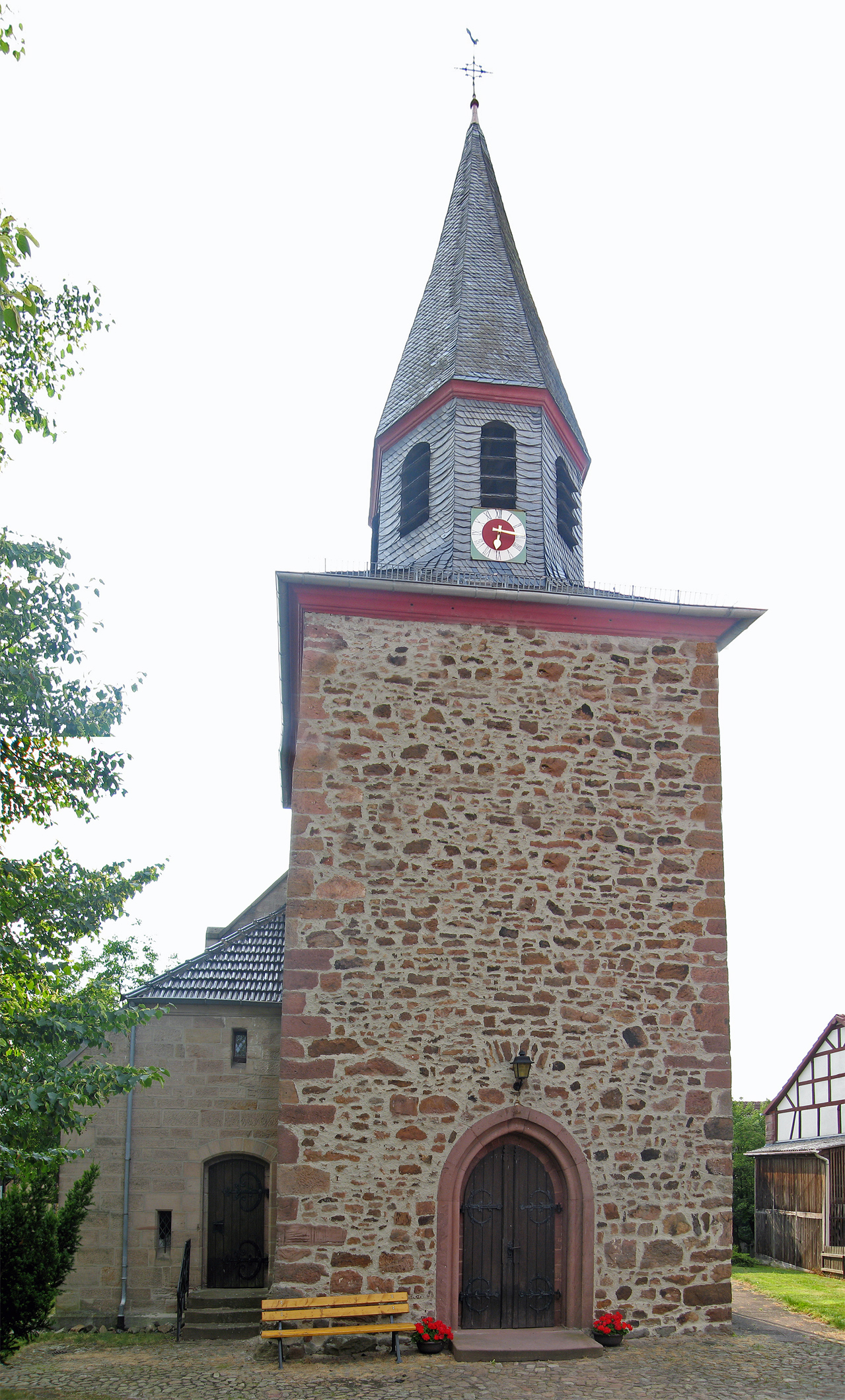
Nikolaikirche (Speckswinkel)

Die Evangelische Nikolaikirche ist ein denkmalgeschütztes Kirchengebäude, das in Speckswinkel steht, einem Stadtteil von Neustadt im Landkreis Marburg-Biedenkopf (Hessen). Die Kirche gehört zur Kirchengemeinde Herrenwald im Kirchenkreis Kirchhain im Sprengel Marburg der Evangelischen Kirche von Kurhessen-Waldeck.

## Beschreibung
Der ehemalige, querrechteckige, fensterlose Chorturm aus dem 12. Jahrhundert wurde im 14. Jahrhundert aufgestockt. Im 18. Jahrhundert wurde ihm ein achteckiges, schiefergedecktes, eingezogenes Geschoss für den Glockenstuhl aufgesetzt, das ursprünglich mit einer glockenförmigen Haube bedeckt war, die später durch einen spitzen Helm ersetzt wurde. An den Chorturm wurde 1895/96 nach Westen ein neugotisches Kirchenschiff mit einem eingezogenen, querrechteckigen Chor angebaut. Im Turm wurde ein Portal eingebrochen. Ein weiteres Portal befindet sich an der Nordseite des Kirchenschiffs, das vom Vorgängerbau von 1510 stammt. Der ehemalige Chor im Chorturm ist mit einem Rippengewölbe überspannt. In ihm steht ein Sakramentshaus. Das Kirchenschiff hat einen offenen Dachstuhl. Die Empore und die Kanzel stammen aus der Bauzeit des Kirchenschiffs. Die Orgel mit 6 Registern, einem Manual und einem Pedal wurde in den 1970er Jahren von Karl Lötzerich gebaut.